# Max Bruhn (Verleger)
Max Bruhn (* 21. Februar 1895; † 1967) war ein deutscher Verleger, Kaufmann und Kunsthändler.

## Leben
Max Bruhn war der Sohn des Mediziners und Sanitätsrats Christian Adolf Bruhn und dessen Frau Helene Bruhn, geborene Seitz. Seine Schwester Maria war verheiratet mit dem Buchgestalter und Typografen Henri Friedlaender. Er war verheiratet mit der Kindergärtnerin und Lehrerin Martha Elisabeth Bruhn, geborene Witt, die er seit Kindheit kannte, und Vater des Komponisten Christian Bruhn und einer Tochter.
Bruhn war zunächst Kunsthändler und mit August Macke und Edwin Scharff befreundet. Er vermittelte auch Richard Haizmann den Kontakt zu einem Gießer, der Bronzegüsse von dessen „liegender Kuh“ (1925) anfertigte. Bruhn, der selbst auch als Bildhauer tätig war, gründete 1929 zusammen mit Emmi Ruben und Agnes Holthusen den „Freundeskreis Richard Haizmann“.
Er leitete ab den 1920er Jahren den 1908 gegründeten Parus-Verlag in Reinbek bei Hamburg. Bruhn war Mitglied des „Hamburg-Altonaer Buchhändler-Vereins“. Während der Zeit des Nationalsozialismus betrieb Max Bruhn im Parterre seines Wohnhauses auch sein Handelsgeschäft Parus Vogel- und Pflanzenschutz. Im Zweiten Weltkrieg diente er zunächst in Saalfelden am Steinernen Meer und zuletzt in einer Ambulantenkompanie in Lienz (Reservelazarett Lienz?), während die Mutter mit den Kindern in Österreich verweilte, wo sie als Lehrerin zuletzt eine Grundschule in Bad Kleinkirchheim leitete. Die Kapitulation erlebte er in Aalen.
Nach Kriegsende schlug er sich nach Norddeutschland durch und beantragte bei der britischen Militärregierung die Genehmigung für die Fortführung seines Verlags. Er verlegte das erste Buch Der goldene Faden. Vier Legenden von James Krüss, der nach dem Zweiten Weltkrieg kurz bei ihm wohnte, Bücher von Robert Brendel, Wilhelm Eigener, Hedwig Rohde usw. Bis zur Währungsreform 1948 konnte sich der Verlag gut halten, konnte mangels Kapitaldecke mit den größeren Verlagen aber nicht konkurrieren, sodass Bruhn die Pax-Buchhandlung als Abteilung seiner Max Bruhn GmbH hinzugründete. Als der frühere Wentorfer Nachbar Alfred Vivanco, später Vivanco-Luyken, 1956 nach Lochham bei München zog, wo auch James Krüss seit 1949 lebte, zog Max Bruhn mit seiner Familie nach. 1959 wurde Max Bruhn im Handelsregister als Lizenzträger des Parus-Verlags gelöscht.